# Chrysocentris costella
Chrysocentris costella là một loài bướm đêm thuộc họ Glyphipterigidae. Nó được tìm thấy ở La Réunion.